# Ревуцький Віктор Костянтинович
Ві́ктор Костянти́нович Реву́цький (рос. Виктор Константинович Ревуцкий; 1922, Осипенко, Запорізька губернія, СРСР — 1 вересня 1944, біля Клайпеди, Литва) — радянський льотчик-винищувач. Нагороджений орденами Червоного Прапора, Вітчизняної війни 1 і 2 ступенів, Червоної Зірки, медалями.

## Життєпис
Навчався в Бердянській ЗОШ № 1. Закінчив Качинське військове авіаучилище (Севастополь). Учасник німецько-радянської війни: діяв як винищувач (12 повітряних перемог) і повітряний розвідник.
Здійснив 140 бойових вильотів; брав участь у 30 повітряних боях. Особисто збив 12 ворожих літаків. Здійснив 135 штурмових нальотів на тилипротивника — було знищено 3 склади з боєприпасами, 2 пароплави, 5 вагонів, 8 автомашин з вантажем, 15 човнів з паливо.
Загинув у вересні 1944 року під час боїв у рамках Прибалтійської операції у лісі недалеко від литовського міста Клайпеда; на місці загибелі льотчика встановлений пам'ятник. Похований на цвинтарі міста Тельшяй. Іменем Ревуцького названа вулиця в селищі Амдерма Ненецького автономного округу Росії, де після війни базувався 72-й Полоцький винищувальний авіаполк (раніше мав назву 485-й винищувальний авіаполк).